# Miranda (műhold)
Miranda angol teszt meteorológiai[forrás?] műhold.

## Küldetés
Kutatási programja (meteorológiai mérések[forrás?] az infravörös tartományban) mellett tesztelték a napelemek és az akkumulátorok elöregedését, a stabilitást, pályakorrekciókat segítő gázfúvókák alkalmazhatóságát, a működtetéshez felhasznált hajtóanyag mennyiségét.

## Jellemzői
Építette és üzemeltette az Royal Aircraft Establishment (RAE).
Megnevezései: Miranda; X–4; UK–X4; (United Kingdom); COSPAR: 1974-013A; Kódszáma: 7213.
1974. március 9-én a Vandenberg légitámaszpontról, az LC–5 (LC–Launch Complex) jelű indítóállványról egy Scout D-1-F (S188C) hordozórakétával állították alacsony Föld körüli pályára (LEO = Low-Earth Orbit). Az orbitális pályája 100,32 perces, 97,84 fokos hajlásszögű, elliptikus pálya perigeuma 679 kilométer, az apogeuma 869 kilométer volt.
Giroszkóp segítségével háromtengelyesen forgás stabilizált űreszköz (0,1° pontosság). Négyzet alapjának mérete 66,5, magassága 83,5 centiméter, tömege 93 kilogramm. Az űreszközhöz napelemeket rögzítettek (telepített mérete 250 centiméter), éjszakai (földárnyék) energiaellátását kémiai akkumulátorok biztosították. A stabilitást, pályaelem korrekciót propángáz hajtású fúvókákkal segítették.

## Külső hivatkozások
- Miranda. lib.cas.cz. [2013. október 13-i dátummal az eredetiből archiválva]. (Hozzáférés: 2014. április 9.)
- Miranda. nasa.gov. (Hozzáférés: 2014. április 9.)
- Miranda. astronautix.com. (Hozzáférés: 2014. április 9.)
- Miranda. astronautix.com. (Hozzáférés: 2014. április 9.)